# Stor mantelbälta
Stor mantelbälta (Chlamyphorus retusus eller Calyptophractus retusus) är en däggdjursart som först beskrevs av Hermann Burmeister 1863.  Calyptophractus retusus ingår i släktet mantelbältor och familjen Dasypodidae. IUCN kategoriserar arten globalt med kunskapsbrist. Inga underarter finns listade.

## Utseende
Stor mantelbälta är med en kroppslängd (huvud och bål) av 14 till 17,5 cm och en svanslängd av cirka 3,5 cm större än den vanliga mantelbältan (Chlamyphorus truncatus). Några exemplar från Paraguay hade en vikt av 63 till 87 g. Individer i Bolivia var upp till 116 g tunga. Kännetecknande för arten är skölden som skyddar bakkroppen. Den är i motsats till andra bältor fäst vid bäckenet och vid ryggkotornas taggutskott. Pansaret på ovansidan består av upp till 24 tvärband som är rörliga på grund av mjuka mellanrum. Dessutom finns glest fördelade vita hår på ovansidan och undersidan är tät täckt av vit päls. Skölden som täcker huvudet är inte lika bra utvecklad som hos mantelbältan. För att gräva i marken är framtassarna utrustade med långa och kraftiga klor. De första tre klorna är stora och den fjärde klon är tydlig mindre. Vid bakfoten finns fem tår med små klor. Hos stor mantelbälta är ögonen och öronen påfallande små vad som skiljer arten från de flesta andra bältor.

## Utbredning
Bältan förekommer i södra Bolivia, nordvästra Paraguay och norra Argentina. Arten vistas i regionen Gran Chaco med sandig jord men växtligheten kan variera. Djuret hittas även nära människans samhällen.

## Ekologi
Djuret lever nästan hela tiden i underjordiska bon och därför är inte mycket känt om levnadssättet. Bältan är aktiv på natten och äter ryggradslösa djur som insekter, insektslarver och daggmaskar samt växtdelar som rötter och frön. Exemplar i fångenskap matades framgångsrik med kokt ris och frukter. Individer som tillfällig vistas utanför boet och som upptäcker en fara flyr mot jordhålan och stänger ingången med skölden på stjärten. Arten har ett läte som påminner om spädbarnsskrik hos människor.
Enligt ett fåtal studier vilar det befruktade ägget efter parningen innan den egentliga dräktigheten börjar. Per kull föds oftast fyra ungar och de är alltid enäggssyskon. Nyfödda ungar har ett mjukt pansar men de kan redan efter kort tid gå. Ungarna diar sin mor några veckor. Könsmognaden infaller efter 6 till 12 månader. Exemplar som undviker alla faror kan leva 12 till 15 år. Enligt en annan källa föds bara en unge per kull.

## Stor mantelbälta och människor
Hos ursprungsbefolkningen i utbredningsområdet betraktas djuret som ett olyckstillbud. Enligt deras vidskeplighet kommer en familjemedlem inom kort dö när man hittar en stor mantelbälta.